# Marta Gasparotto
Marta Gasparotto (26 de novembro de 1996) é uma jogadora de softball italiana. Ela competiu nos Jogos Olímpicos de Verão de 2020.
Ela competiu no Campeonato Mundial de Softball Feminino de 2016 e no Campeonato Mundial de Softball Feminino de 2018.
Gasparotto jogou pela Novas Panteras Negras Ronchi dei Legionari e pela Società: Bollate Softball 1969.